# José Rafael Lovera
José Rafael Lovera González (Caracas, Venezuela, 12 de febrero de 1939-20 de octubre de 2021) fue un historiador venezolano especializado en la gastronomía del país. Fue en la Escuela de Historia de la Universidad Central de Venezuela, fundador de la Academia Venezolana de Gastronomía e individuo de número de la Academia Nacional de la Historia de Venezuela.

## Carrera
Estudió historia en la Universidad Central de Venezuela (UCV). Durante su carrera, fue profesor en la Escuela de Historia de la UCV, fundó la Academia Venezolana de Gastronomía y fue individuo de número de la Academia Nacional de la Historia de Venezuela.
Recibió una distinción similar en academias en el extranjero, incluyendo la Academia Nacional de la Historia de España y de la Academia de Geografía e Historia de Guatemala. También fue miembro de la Sociedad de Historia de la Ciencia en Washington, la Sociedad de Historia de la Tecnología de Chicago; la Associazione Centro Studi Colombiani Moferrini, en Monferrato, Italia, y la Academia Francesa del Chocolate.
Destacó por sus contribuciones a la historia gastronómica de Venezuela y de Latinoamérica, publicando obras como «Historia de la alimentación en Venezuela», «Gastronáuticas, Gastronomía Caribeña», «Antonio de Berrío. La obsesión por El Dorado», «La política del convite», «Codazzi y la expedición corográfica», «El cacao en Venezuela: una historia», y «Food Culture in South America», entre otras.

## Obras
- Viaje y descripción de las Indias, 1539-1553 / Galeotto Cey
- Historia de la alimentación en Venezuela
- Gastronáuticas, Gastronomía Caribeña
- Antonio de Berrío La obsesión por El Dorado
- La política del convite
- Codazzi y la expedición corográfica
- El cacao en Venezuela: una historia
- Food Culture in South America[2]